# S-O-K
S-O-K is een Belgisch muzikaal project, opgericht in 2025, bestaande uit Stany Van Wymeersch, Ophelia Van Wymeersch en muzikant-producer Klaas Tomme. De groep bracht datzelfde jaar hun eerste digitale single uit: een parlando-retropopcover van het ABBA-nummer Crazy World, geschreven door Benny Andersson en Björn Ulvaeus. De productie van de single was in handen van Klaas Tomme en de Zweedse producer Stefan Blomquist. Tomme speelt elektrische gitaar, drums en percussie; Blomquist verzorgt de drumloops en de synthesizerbas. Voor deze opname werkte S-O-K samen met de Zweedse gitarist Janne Schaffer en de Britse zangeres Susie Webb. Naast de digitale release verscheen er een genummerde vinylversie in een beperkte oplage van 500 exemplaren. De B-kant van deze single bevat een cover van Dancing Queen, geschreven door Benny Andersson, Stig Anderson en Björn Ulvaeus, gezongen en uitgevoerd door Klaas Tomme op elektrische en slidegitaar.